# Грін (округ, Нью-Йорк)
Шаблон:StateAbbr_ 42°17′ пн. ш. 74°08′ зх. д. / 42.29° пн. ш. 74.13° зх. д.
Округ Грін (англ. Greene County) — округ у штаті Нью-Йорк, США. Адміністративний центр округу — місто Кетскілл.. Ідентифікатор округу 36039.

## Історія
Округ утворений 25 березня 1800 року з частин округів Олбані і Ольстер.

## Демографія
За даними перепису
2000 року
загальне населення округу становило 48195 осіб, зокрема міського населення було 14562, а сільського — 33633.
Серед мешканців округу чоловіків було 24858, а жінок — 23337. В окрузі було 18256 домогосподарств, 12073 родин, які мешкали в 26544 будинках.
Середній розмір родини становив 2,97.
Віковий розподіл населення поданий у таблиці:
| Стать    | До 15 років | 15-21 | 22-29 | 30-39 | 40-49 | 50-65 | 65-85 | Понад 85 |
| -------- | ----------- | ----- | ----- | ----- | ----- | ----- | ----- | -------- |
| Чоловіки | 4619        | 3252  | 2215  | 3432  | 3821  | 4199  | 3032  | 288      |
| Жінки    | 4582        | 1734  | 1765  | 3211  | 3564  | 4257  | 3586  | 638      |

## Суміжні округи
- Олбані — північ
- Ренсселер — північний схід
- Колумбія — схід
- Ольстер — південь
- Делавер — захід
- Скогарі — північний захід